# Elutriazione
L'elutriazione è un processo utilizzato per separare le diverse particelle di un insieme in base alla loro dimensione, forma e densità, usando una corrente di gas o di liquido che fluisce in direzione solitamente opposta a quella della sedimentazione. In una situazione in cui la sedimentazione sia dovuta alla gravità, usando l'elutriazione, le particelle più piccole o leggere sono portate verso l'alto, raggiungendo l'apice del sistema, poiché la loro velocità terminale di caduta, che, a patto di avere un numero di Reynolds sufficientemente basso, può essere calcolata utilizzando la legge di Stokes, è inferiore alla velocità del flusso diretto verso l'alto.
Una particolare tecnica di elutriazione, l'elutriazione per centrifugazione controcorrente, è molto utilizzata in medicina per separare le diverse cellule presenti in un fluido corporeo.

## Elutriatori

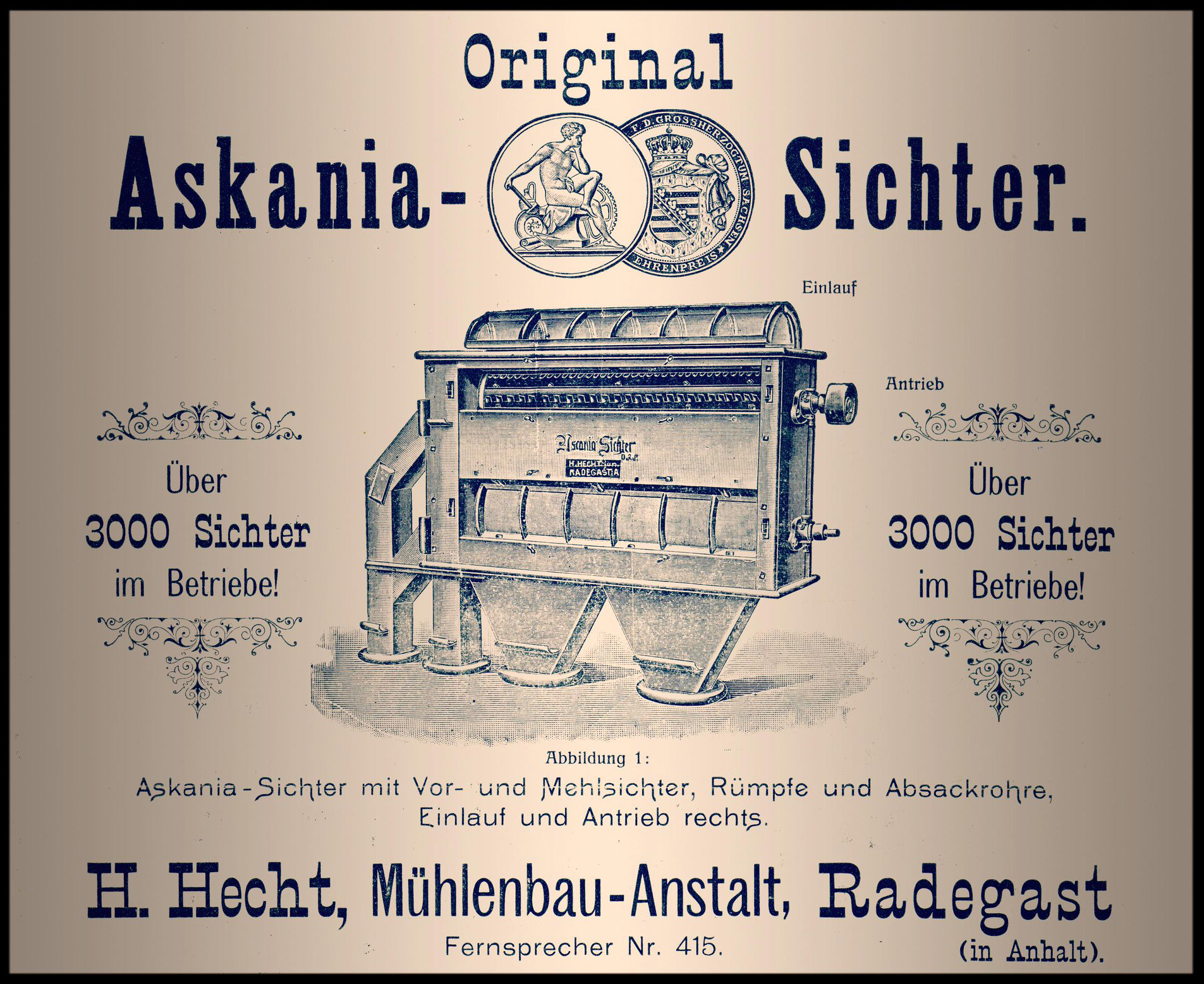
Dispositivo ottocentesco per l'elutriazione in mulino

Un elutriatore ad aria, detto anche classificatore aeraulico, o ad acqua, detto in questo caso idroclassificatore, è un dispositivo piuttosto semplice utilizzato per separare le particelle in due o più gruppi. Il tutto consiste in un tubo verticale all'interno di cui è fatto passare, dal basso verso l'alto, la corrente di fluido a velocità controllata. Quando viene inserita la torbida, ossia una qualunque sospensione di un solido in un liquido, le particelle più piccole vengono portate via dalla corrente, mentre le più grandi continuano a sedimentarsi andando controcorrente.
Iniziando con una bassa velocità di flusso, e quindi con una portata bassa, a essere trasportate vie sono solo le particelle più leggere, che possono essere quindi separate dal resto e convogliate a parte, e, aumentando via via la portata, è possibile separare le varie frazioni granulometriche. Esistono anche modelli che lavorano con tubi di diverso diametro posti in serie e collegati con valvole, in cui la frazione di particelle portata via dal flusso nel primo tubo viene fatta passare verticalmente verso l'alto attraverso un secondo tubo di sezione maggiore in cui, quindi, a parità di portata, la velocità verso l'alto sarà diminuita, e così via.

## Utilizzi
L'elutriazione è usata in molte branche dell'industria, così, ad esempio, essa è usata nell'industria mineraria per suddividere in classi granulometriche una miscela di particelle di minerali che risulta da operazioni di frantumazione e macinazione.
Un altro utilizzo dell'elutriazione viene fatto in biologia, nel campionamento della meiofauna, ossia dell'insieme di metazoi che abita i sedimenti marini e d'acqua dolce. In questo caso, il campione di sedimento del fondale è tenuto in costante agitazione e filtrato con acqua proveniente dal basso in modo da rimuovere gli organismi presenti tra grano e grano, che vengono poi catturati da un filtro posto alla sommità dello strumento adoperato.